# NGC 7643
NGC 7643 (NGC 7644) je spiralna galaktika u zviježđu Pegazu. Naknadno je utvrđeno da je NGC 7644 ista galaktika.

## Vanjske poveznice
- (engl.) SEDS: NGC 7643
- (engl.) Hartmut Frommert: Revidirani Novi opći katalog
- (engl.) Izvangalaktička baza podataka NASA-e i IPAC-a
- (engl.) Astronomska baza podataka SIMBAD
- (engl.) VizieR
- DSS-ova slika NGC 7643  Arhivirana inačica izvorne stranice od 31. ožujka 2016. (Wayback Machine)
- (engl.) Auke Slotegraaf: NGC 7643 Deep Sky Observer's Companion
- (engl.) Courtney Seligman: Objekti Novog općeg kataloga: NGC 7600 - 7649